# Mulatupu
Mulatupu es una localidad de la comarca indígena panameña de Guna Yala. El aeropuerto de Mulatupu sirve como medio de comunicación de la zona.